# Ксенівка
Ксе́нівка (кол. назва — Шенфельд, № 2) — село Нікольської селищної громади Маріупольського району Донецької області України. Відстань до селища Нікольського становить близько 13,7 км, до Маріуполя — 37 км і проходить автошляхом національного значення Н08.

## Історія
Село засноване 1837 року німецькими переселенцями—менонітами під назвою Шенфельд.
7 (20) листопада 1917 року, відповідно до Третього Універсалу Української Центральної Ради, увійшло до складу Української Народної Республіки.
У 1925—1939 роках село входило до складу Люксембурзького німецького національного району Маріупольської округи (з 1932 року — Дніпропетровської області, з 1939 року — Запорізької області)..
19 липня 2020 року, в результаті адміністративно-територіальної реформи та ліквідації Нікольського району, село увійшло до складу Маріупольського району.

## Населення
За даними перепису 2001 року населення села становило 169 осіб, із них 66,27 % зазначили рідною мову українську, 33,14 % — російську та 0,59 % — грецьку мову.